# Ácido p-toluenosulfónico
El ácido p-toluenosulfónico o ácido tosílico (TsOH) es un compuesto orgánico de fórmula CH3C6H4SO3H. Es un sólido blanco soluble en agua, alcoholes, y otros disolventes polares. El grupo 4-CH3C6H4SO2- es conocido como grupo tosilo y es abreviado a menudo como Ts o Tos.
El TsOH es un ácido orgánico fuerte, aproximadamente un millón de veces más fuerte que el ácido benzoico.  Es uno de los pocos ácidos fuertes que es sólido. También, a diferencia de algunos ácidos minerales fuertes (especialmente ácido nítrico, ácido sulfúrico y ácido perclórico), el TsOH es un ácido no oxidante.

## Síntesis
El TsOH se prepara a escala industrial mediante la sulfonación de tolueno (se hace reaccionar el tolueno con ácido sulfúrico concentrado, que es una mezcla de H2SO4 y SO3, y se forma el ácido sulfónico TsOH). El electrófilo que reacciona puede ser HSO3+ o SO3.
CH3C6H5 + H2SO4H (SO3) →
→ p-CH3C6H4SO3H (TsOH) + H2O
Las impurezas comunes incluyen el ácido bencenosulfónico y el ácido sulfúrico, pero éstas no pueden eliminarse. Se hidrata con facilidad.

## Ésteres tosilato

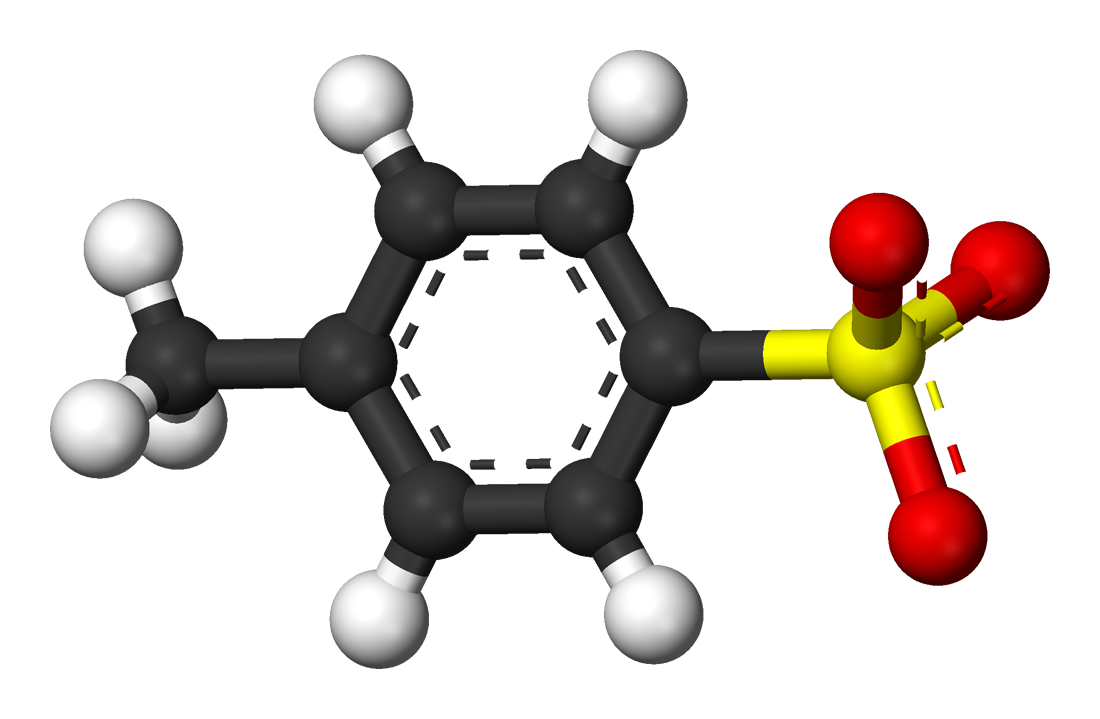
Modelo de bolas y varillas del ion tosilato.

Los tosilatos son usados como agentes alquilantes debido a que el grupo tosilo es un grupo aceptor de electrones, lo que lo convierte en un buen grupo saliente.  El grupo tosilo es también un grupo protector para alcoholes y aminas, por combinación del alcohol o amina con cloruro de 4-toluenosulfonilo, en un disolvente aprótico, a menudo, piridina. Estos ésteres toluenosulfonato pueden someterse a un ataque nucleófilo (por reacción de sustitución nucleófila) o una eliminación. La reducción de ésteres tosilato da el hidrocarburo; así, tosilación seguida de reducción permite la desoxigenación de alcoholes.

## Reacciones y usos
El ácido toluenosulfónico se usa en síntesis orgánica como un catalizador ácido "orgánico soluble". Ejemplos de distintos usos:
- Acetalización de un aldehído.[7]
- Esterificación de ácidos carboxílicos.[8]
- Transesterificación de un éster.[9]

Otros usos serían:
- El ácido p-toluenosulfónico se puede convertir en anhídrido p-toluenosulfónico por calentamiento con pentóxido de fósforo.[10]

- Cuando se calienta TsOH con ácido y agua, se lleva a cabo una reacción de hidrólisis y se forma tolueno:

CH3C6H4SO3H   +  H2O   → C6H5CH3  +  H2SO4
Esta reacción es general para los ácidos sulfónicos derivados de grupo arilo, pero la velocidad a la que se produce depende de la estructura del ácido, la temperatura y la naturaleza del catalizador ácido. Por ejemplo el p-TsOH no se ve afectado por el ácido clorhídrico concentrado frío, pero se hidroliza cuando se calienta a 186 °C en ácido fosfórico concentrado.

## Peligros
El ácido p-toluenosulfónico siempre contiene algo de ácido sulfúrico y por lo tanto tiene riesgo de corrosividad para la piel, las membranas mucosas y los ojos. La inhalación del mismo presenta riesgo de edema pulmonar.